# Lucy Knisley
Lucy Knisley (née le 11 janvier 1985) est une dessinatrice de bande dessinée et musicienne américaine. Son travail est souvent autobiographique, et le thème de la nourriture revient souvent dans son œuvre. 

## Formation
Knisley est titulaire d'un BFA (2007) de l'École de l'Institut d'art de Chicago. Pendant ses études, elle a contribué à et édité la section BD du journal de l'école, FNews. Knisley est également titulaire d'un MFA (2009) du Center for Cartoon Studies. Elle a reçu la bourse 2007 "Diamond in the Rough" pour sa bande dessinée produite pour le CCS, Heart Seed Snow Circuit. 

## Œuvres
Le journal de voyage dessiné de Knisley, French Milk, a été publié par Simon & Schuster en octobre 2008,. Le critique de bandes dessinées Douglas Wolk l'a décrit comme « une lettre à ses proches, très bien observée  ... le plaisir que Knisley prend à manger et à rencontrer des gens est contagieux ».
Le travail de Lucy Knisley est majoritairement de nature autobiographique. Ainsi Relish: My Life in the Kitchen (2013), est une sorte d'autobiographie à travers son amour de la cuisine, sa mère étant chef cuisinier. Something New paru en 2016 raconte son mariage, la préparation parfois compliqué de celui-ci, sa rencontre et sa relation avec son mari. En 2018 dans Kid Gloves: Nine Months of Careful Chaos, (paru en français sous le titre Neuf mois et toi chez Casterman) elle raconte son désir d'enfant, sa grossesse, et les complications qu'elle a connue. 

## Vie privée
Knisley vit avec John Hortsman. Ils se sont mariés en septembre 2014. 
Knisley a donné naissance à son premier enfant le 13 juin 2016. Elle l'appelle "Pal" dans ses histoires, abréviation de Palindrome, pour respecter sa vie privée,.
Elle publie régulièrement des petits sketch sur son blog et Instagram sur son fils, son travail ou son chat. 

## Œuvre

### Livres
- French Milk (2008, Simon & Schuster,  (ISBN 1-4165-7534-0))
- Relish: My Life in the Kitchen (2013, First Second,  (ISBN 9781596436237))
- An Age of License (2014, Fantagraphics,  (ISBN 9781606997680))
- Displacement (2015, Fantagraphics,  (ISBN 9781606998106))
- Something New (2016, First Second,  (ISBN 9781626722491))
- Kid Gloves (2019, First Second,  (ISBN 9781626728080))
- You Are New (2019, Chronicle Books,  (ISBN 9781452161563))
- Stepping Stones (Peapod Farm Book 1) , (2020, Random House Graphic) (ISBN 978-1984896841)
- Apple Crush (Peapod Farm Book 2), (2022, Random House Graphic) (ISBN 978-1984896872)

#### Traductions françaises
- Délices : ma vie en cuisine (Delcourt, 2014)  (ISBN 978-2756051369)
- Ligne de flottaison : carnet de bord de ma croisière senior (Steinkis, 2016)  (ISBN 979-1090090897)
- Neuf mois et toi (Casterman, 2020)  (ISBN 978-2203202917)
- La Ferme Petit Pois: La nouvelle vie de Jen, (Gallimard Jeunesse, 2021)  (ISBN 2075148538)

### Contributions à des anthologies
- Trubble Club, Vol. 1-4 (2008–09)
- You Ain't No Dancer 3 (2008, New Reliable Press,  (ISBN 978-0-9738079-3-6))
- Secrets & Lies (2008, Magic Inkwell Press)
- Elephano (2008,  (ISBN 0-557-01798-X))
- Side B: The Music Lover's Graphic Novel (2009, Poseur Ink,  (ISBN 978-0-615-22080-2))
- I Saw You (2009, Random House,  (ISBN 0-307-40853-1))
- Girl Comics 1 : Shop Doc (May 2010, Marvel Comics)

### Auto-publié
- Heart Seed Snow Circuit (2007)
- Searching For Cassady (2007)
- Radiator Days (2008)
- Pretty Little Book (2009)
- Drawn To You (with Erika Moen, 2009)
- Make Yourself Happy (2010)
- Mini-comics
  - Letters from the Bottom of the Sea (avec Hope Larson, 2005)
  - My Addiction (2006)
  - French Milk minis (2009)
  - The Fast (2009)
  - "Paris Journal" (2009)
  - "Salvaged Parts" (2010)

### Albums
- Sweet Violet (2006)
- Pretty/Nerdy (2007)
- Comics Tunes By and For Us Comics Goons (compilation, 2007)

### Illustrations
- Beautiful Cadavers par Liam Jennings (Couverture, 2010)
- Margaret And The Moon par Dean Robbins (Illustrations, 2017, Knopf Books for Young Readers,  (ISBN 9780399551857))
- Love, Penelope par Joanne Rocklin (illustrations, 2018, Amulet Books,  (ISBN 9781419728617))